# Château de Tréoudal
Le château de Tréoudal (Tregurdel en breton) est situé à Saint-Martin-des-Champs dans le département du Finistère.

## Histoire
Ce château est édifié au XVIIIe siècle : il se compose alors de deux grands corps de bâtiments.
Étienne de Perier (1686-1766) s'y éteint le premier avril 1766. Il appartient alors à la famille du Plessis de Tréoudal.
Au début du XXe siècle, le château est reconstruit, en agrandissement des deux corps de bâtiments d'origine[réf. souhaitée].
Le 28 décembre 2005, un pin du parc est foudroyé. Huit vitres du château sont brisées par le souffle de la déflagration, malgré les volets fermés.

## Description
Édifice de plan allongé présentant plusieurs corps en saillie sur les façades construit dans l'alignement de deux corps rectangulaires de deux travées chacun.
Le parc est composé d'un jardin d'agrément, d'une serre et d'un étang.
| Murs      | Moellon et pierre de taille.                                         |
| Toit      | Ardoise.                                                             |
| Étages    | Sous-sol, rez-de-chaussée surélevé, un étage carré, étage de comble. |
| Typologie | Rationaliste.                                                        |